# Férfi kosárlabdatorna a 2004. évi nyári olimpiai játékokon
A 2004. évi nyári olimpiai játékokon a férfi kosárlabdatornát augusztus 15. és 28. között rendezték. A tornán 12 nemzet csapata vett részt.

## Csoportkör
| Színmagyarázat                                              |
| ----------------------------------------------------------- |
| A csoportok első négy helyezettje bejutott a negyeddöntőbe. |
| A csoportok ötödik helyezettjei a 9. helyért játszhattak.   |
| A csoportok hatodik helyezettjei a 11. helyért játszhattak. |

### A csoport
| Csapat                      | M | Gy | V | P+  | P–  | Pk  | P  |
| --------------------------- | - | -- | - | --- | --- | --- | -- |
| Spanyolország (ESP)         | 5 | 5  | 0 | 405 | 349 | +56 | 10 |
| Olaszország (ITA)           | 5 | 3  | 2 | 371 | 341 | +30 | 8  |
| Argentína (ARG)             | 5 | 3  | 2 | 414 | 396 | +18 | 8  |
| Kína (CHN)                  | 5 | 2  | 3 | 303 | 382 | –79 | 7  |
| Új-Zéland (NZL)             | 5 | 1  | 4 | 399 | 413 | –14 | 6  |
| Szerbia és Montenegró (SCG) | 5 | 1  | 4 | 377 | 388 | –11 | 6  |

| 2004. augusztus 15. 11:15 | Olaszország (ITA)                       | 71–69     | Új-Zéland (NZL) | Helliniko Indoor Arena, Athén Nézőszám: 1100 Játékvezetők: Reynaldo Mercedes Sanchez (DOM), Renato Santos (BRA) |
| 2004. augusztus 15. 11:15 | (25–13, 14–9, 17–24, 15–23) Jegyzőkönyv |           |                 | Helliniko Indoor Arena, Athén Nézőszám: 1100 Játékvezetők: Reynaldo Mercedes Sanchez (DOM), Renato Santos (BRA) |
| 2004. augusztus 15. 11:15 | Basile 16                               | Pont      | Penney 20       | Helliniko Indoor Arena, Athén Nézőszám: 1100 Játékvezetők: Reynaldo Mercedes Sanchez (DOM), Renato Santos (BRA) |
| 2004. augusztus 15. 11:15 | Chiacig 9                               | Lepattanó | Marks 9         | Helliniko Indoor Arena, Athén Nézőszám: 1100 Játékvezetők: Reynaldo Mercedes Sanchez (DOM), Renato Santos (BRA) |
| 2004. augusztus 15. 11:15 | Pozzecco 7                              | Gólpassz  | Cameron 5       | Helliniko Indoor Arena, Athén Nézőszám: 1100 Játékvezetők: Reynaldo Mercedes Sanchez (DOM), Renato Santos (BRA) |

| 2004. augusztus 15. 14:35 | Kína (CHN)                               | 58–83     | Spanyolország (ESP) | Helliniko Indoor Arena, Athén Nézőszám: 9500 Játékvezetők: Lazaros Voreadis (GRE), Jorge Vazquez (PUR) |
| 2004. augusztus 15. 14:35 | (18–18, 12–24, 13–19, 15–22) Jegyzőkönyv |           |                     | Helliniko Indoor Arena, Athén Nézőszám: 9500 Játékvezetők: Lazaros Voreadis (GRE), Jorge Vazquez (PUR) |
| 2004. augusztus 15. 14:35 | Li Nan 14                                | Pont      | Gasol 21            | Helliniko Indoor Arena, Athén Nézőszám: 9500 Játékvezetők: Lazaros Voreadis (GRE), Jorge Vazquez (PUR) |
| 2004. augusztus 15. 14:35 | Jao Ming 8                               | Lepattanó | Gasol 10            | Helliniko Indoor Arena, Athén Nézőszám: 9500 Játékvezetők: Lazaros Voreadis (GRE), Jorge Vazquez (PUR) |
| 2004. augusztus 15. 14:35 | Liu Vej 2                                | Gólpassz  | Gasol, Calderón 2   | Helliniko Indoor Arena, Athén Nézőszám: 9500 Játékvezetők: Lazaros Voreadis (GRE), Jorge Vazquez (PUR) |

| 2004. augusztus 15. 16:45 | Argentína (ARG)                          | 83–82     | Szerbia és Montenegró (SCG) | Olympic Indoor Hall, Athén Nézőszám: 10 500 Játékvezetők: Virginijus Dovidavicius (LTU), José Carrión (PUR) |
| 2004. augusztus 15. 16:45 | (27–15, 22–24, 12–20, 22–23) Jegyzőkönyv |           |                             | Olympic Indoor Hall, Athén Nézőszám: 10 500 Játékvezetők: Virginijus Dovidavicius (LTU), José Carrión (PUR) |
| 2004. augusztus 15. 16:45 | Ginóbili 27                              | Pont      | Radmanović 21               | Olympic Indoor Hall, Athén Nézőszám: 10 500 Játékvezetők: Virginijus Dovidavicius (LTU), José Carrión (PUR) |
| 2004. augusztus 15. 16:45 | Wolkowyski 6                             | Lepattanó | Tomašević 10                | Olympic Indoor Hall, Athén Nézőszám: 10 500 Játékvezetők: Virginijus Dovidavicius (LTU), José Carrión (PUR) |
| 2004. augusztus 15. 16:45 | Ginóbili 3                               | Gólpassz  | három játékos 1             | Olympic Indoor Hall, Athén Nézőszám: 10 500 Játékvezetők: Virginijus Dovidavicius (LTU), José Carrión (PUR) |

| 2004. augusztus 17. 9:00 | Új-Zéland (NZL)                         | 62–69     | Kína (CHN)        | Helliniko Indoor Arena, Athén Nézőszám: 1300 Játékvezetők: Christos Christodoulou (GRE), Virginijus Jonas Dovidavicius (LTU) |
| 2004. augusztus 17. 9:00 | (14–17, 6–12, 25–22, 17–18) Jegyzőkönyv |           |                   | Helliniko Indoor Arena, Athén Nézőszám: 1300 Játékvezetők: Christos Christodoulou (GRE), Virginijus Jonas Dovidavicius (LTU) |
| 2004. augusztus 17. 9:00 | Jones 23                                | Pont      | Jao Ming 39       | Helliniko Indoor Arena, Athén Nézőszám: 1300 Játékvezetők: Christos Christodoulou (GRE), Virginijus Jonas Dovidavicius (LTU) |
| 2004. augusztus 17. 9:00 | Marks, Book 7                           | Lepattanó | Jao Ming 13       | Helliniko Indoor Arena, Athén Nézőszám: 1300 Játékvezetők: Christos Christodoulou (GRE), Virginijus Jonas Dovidavicius (LTU) |
| 2004. augusztus 17. 9:00 | Dickel 2                                | Gólpassz  | Liu Vej, Li Nan 4 | Helliniko Indoor Arena, Athén Nézőszám: 1300 Játékvezetők: Christos Christodoulou (GRE), Virginijus Jonas Dovidavicius (LTU) |

| 2004. augusztus 17. 16:45 | Szerbia és Montenegró (SCG)              | 74–72     | Olaszország (ITA)    | Helliniko Indoor Arena, Athén Nézőszám: 12 500 Játékvezetők: Jose Jeremias Reyes Ronfini (MEX), Corbin Sean (USA) |
| 2004. augusztus 17. 16:45 | (16–17, 20–19, 19–14, 19–22) Jegyzőkönyv |           |                      | Helliniko Indoor Arena, Athén Nézőszám: 12 500 Játékvezetők: Jose Jeremias Reyes Ronfini (MEX), Corbin Sean (USA) |
| 2004. augusztus 17. 16:45 | Rakočević 19                             | Pont      | Bulleri 15           | Helliniko Indoor Arena, Athén Nézőszám: 12 500 Játékvezetők: Jose Jeremias Reyes Ronfini (MEX), Corbin Sean (USA) |
| 2004. augusztus 17. 16:45 | Tomašević 12                             | Lepattanó | Radulovic, Chiacig 5 | Helliniko Indoor Arena, Athén Nézőszám: 12 500 Játékvezetők: Jose Jeremias Reyes Ronfini (MEX), Corbin Sean (USA) |
| 2004. augusztus 17. 16:45 | Tomašević 5                              | Gólpassz  | Bulleri, Pozzecco 2  | Helliniko Indoor Arena, Athén Nézőszám: 12 500 Játékvezetők: Jose Jeremias Reyes Ronfini (MEX), Corbin Sean (USA) |

| 2004. augusztus 17. 20:00 | Spanyolország (ESP)                      | 87–76     | Argentína (ARG) | Helliniko Indoor Arena, Athén Nézőszám: 12 000 Játékvezetők: Lazaros Voreadis (ESP), Mike Homsy (CAN) |
| 2004. augusztus 17. 20:00 | (25–18, 10–22, 23–20, 29–16) Jegyzőkönyv |           |                 | Helliniko Indoor Arena, Athén Nézőszám: 12 000 Játékvezetők: Lazaros Voreadis (ESP), Mike Homsy (CAN) |
| 2004. augusztus 17. 20:00 | Gasol 26                                 | Pont      | Scola 28        | Helliniko Indoor Arena, Athén Nézőszám: 12 000 Játékvezetők: Lazaros Voreadis (ESP), Mike Homsy (CAN) |
| 2004. augusztus 17. 20:00 | Gasol 8                                  | Lepattanó | Scola 9         | Helliniko Indoor Arena, Athén Nézőszám: 12 000 Játékvezetők: Lazaros Voreadis (ESP), Mike Homsy (CAN) |
| 2004. augusztus 17. 20:00 | Calderón 5                               | Gólpassz  | három játékos 4 | Helliniko Indoor Arena, Athén Nézőszám: 12 000 Játékvezetők: Lazaros Voreadis (ESP), Mike Homsy (CAN) |

| 2004. augusztus 19. 9:00 | Szerbia és Montenegró (SCG)              | 87–90     | Új-Zéland (NZL) | Helliniko Indoor Arena, Athén Nézőszám: 4200 Játékvezetők: Jorge Vazquez (PUR), Henri Leemann Philippe (SUI) |
| 2004. augusztus 19. 9:00 | (20–22, 24–17, 22–16, 21–35) Jegyzőkönyv |           |                 | Helliniko Indoor Arena, Athén Nézőszám: 4200 Játékvezetők: Jorge Vazquez (PUR), Henri Leemann Philippe (SUI) |
| 2004. augusztus 19. 9:00 | Bodiroga 25                              | Pont      | Penney 15       | Helliniko Indoor Arena, Athén Nézőszám: 4200 Játékvezetők: Jorge Vazquez (PUR), Henri Leemann Philippe (SUI) |
| 2004. augusztus 19. 9:00 | Bodiroga 6                               | Lepattanó | Marks 5         | Helliniko Indoor Arena, Athén Nézőszám: 4200 Játékvezetők: Jorge Vazquez (PUR), Henri Leemann Philippe (SUI) |
| 2004. augusztus 19. 9:00 | Rakočević 2                              | Gólpassz  | Dickel 6        | Helliniko Indoor Arena, Athén Nézőszám: 4200 Játékvezetők: Jorge Vazquez (PUR), Henri Leemann Philippe (SUI) |

| 2004. augusztus 19. 11:15 | Olaszország (ITA)                        | 63–71     | Spanyolország (ESP) | Olympic Indoor Hall, Athén Nézőszám: 8950 Játékvezetők: Jose Carrion (PUR), Michael Aylen (AUS) |
| 2004. augusztus 19. 11:15 | (22–17, 11–18, 19–13, 11–23) Jegyzőkönyv |           |                     | Olympic Indoor Hall, Athén Nézőszám: 8950 Játékvezetők: Jose Carrion (PUR), Michael Aylen (AUS) |
| 2004. augusztus 19. 11:15 | Righetti 18                              | Pont      | Garbajosa 17        | Olympic Indoor Hall, Athén Nézőszám: 8950 Játékvezetők: Jose Carrion (PUR), Michael Aylen (AUS) |
| 2004. augusztus 19. 11:15 | Marconato, Chiacig 8                     | Lepattanó | Garbajosa 8         | Olympic Indoor Hall, Athén Nézőszám: 8950 Játékvezetők: Jose Carrion (PUR), Michael Aylen (AUS) |
| 2004. augusztus 19. 11:15 | Basile 3                                 | Gólpassz  | Garbajosa 3         | Olympic Indoor Hall, Athén Nézőszám: 8950 Játékvezetők: Jose Carrion (PUR), Michael Aylen (AUS) |

| 2004. augusztus 19. 20:00 | Argentína (ARG)                         | 82–57     | Kína (CHN)  | Helliniko Indoor Arena, Athén Nézőszám: 12 000 Játékvezetők: Sean Corbin (USA), Scott Buttler (AUS) |
| 2004. augusztus 19. 20:00 | (22–14, 19–7, 24–18, 17–18) Jegyzőkönyv |           |             | Helliniko Indoor Arena, Athén Nézőszám: 12 000 Játékvezetők: Sean Corbin (USA), Scott Buttler (AUS) |
| 2004. augusztus 19. 20:00 | Nocioni 17                              | Pont      | Jao Ming 15 | Helliniko Indoor Arena, Athén Nézőszám: 12 000 Játékvezetők: Sean Corbin (USA), Scott Buttler (AUS) |
| 2004. augusztus 19. 20:00 | Delfino, Nocioni 6                      | Lepattanó | Jao Ming 7  | Helliniko Indoor Arena, Athén Nézőszám: 12 000 Játékvezetők: Sean Corbin (USA), Scott Buttler (AUS) |
| 2004. augusztus 19. 20:00 | Scola, Sconochini 4                     | Gólpassz  | Liu Vej 2   | Helliniko Indoor Arena, Athén Nézőszám: 12 000 Játékvezetők: Sean Corbin (USA), Scott Buttler (AUS) |

| 2004. augusztus 21. 11:15 | Spanyolország (ESP)                      | 76–68     | Szerbia és Montenegró (SCG) | Helliniko Indoor Arena, Athén Nézőszám: 10 350 Játékvezetők: Renato Santos (BRA), Jose Jeremias Reyes Ronfini (MEX) |
| 2004. augusztus 21. 11:15 | (18–14, 13–17, 20–21, 25–16) Jegyzőkönyv |           |                             | Helliniko Indoor Arena, Athén Nézőszám: 10 350 Játékvezetők: Renato Santos (BRA), Jose Jeremias Reyes Ronfini (MEX) |
| 2004. augusztus 21. 11:15 | Calderón 15                              | Pont      | Bodiroga 14                 | Helliniko Indoor Arena, Athén Nézőszám: 10 350 Játékvezetők: Renato Santos (BRA), Jose Jeremias Reyes Ronfini (MEX) |
| 2004. augusztus 21. 11:15 | Reyes 6                                  | Lepattanó | Tomašević 9                 | Helliniko Indoor Arena, Athén Nézőszám: 10 350 Játékvezetők: Renato Santos (BRA), Jose Jeremias Reyes Ronfini (MEX) |
| 2004. augusztus 21. 11:15 | Navarro, Garbajosa 3                     | Gólpassz  | Rakočević 3                 | Helliniko Indoor Arena, Athén Nézőszám: 10 350 Játékvezetők: Renato Santos (BRA), Jose Jeremias Reyes Ronfini (MEX) |

| 2004. augusztus 21. 14:30 | Új-Zéland (NZL)                          | 94–98     | Argentína (ARG)      | Helliniko Indoor Arena, Athén Nézőszám: 8000 Játékvezetők: Virginijus Dovidavicius (LTU), Christos Christodoulou (GRE) |
| 2004. augusztus 21. 14:30 | (25–23, 17–24, 29–29, 23–22) Jegyzőkönyv |           |                      | Helliniko Indoor Arena, Athén Nézőszám: 8000 Játékvezetők: Virginijus Dovidavicius (LTU), Christos Christodoulou (GRE) |
| 2004. augusztus 21. 14:30 | Jones 25                                 | Pont      | Scola 25             | Helliniko Indoor Arena, Athén Nézőszám: 8000 Játékvezetők: Virginijus Dovidavicius (LTU), Christos Christodoulou (GRE) |
| 2004. augusztus 21. 14:30 | Book 6                                   | Lepattanó | Oberto 9             | Helliniko Indoor Arena, Athén Nézőszám: 8000 Játékvezetők: Virginijus Dovidavicius (LTU), Christos Christodoulou (GRE) |
| 2004. augusztus 21. 14:30 | Dickel 7                                 | Gólpassz  | Montecchia, Oberto 5 | Helliniko Indoor Arena, Athén Nézőszám: 8000 Játékvezetők: Virginijus Dovidavicius (LTU), Christos Christodoulou (GRE) |

| 2004. augusztus 21. 16:45 | Kína (CHN)                               | 52–89     | Olaszország (ITA) | Helliniko Indoor Arena, Athén Nézőszám: 7600 Játékvezetők: Lazaros Voreadis (GRE), Jorge Vazquez (PUR) |
| 2004. augusztus 21. 16:45 | (11–22, 15–22, 13–16, 13–29) Jegyzőkönyv |           |                   | Helliniko Indoor Arena, Athén Nézőszám: 7600 Játékvezetők: Lazaros Voreadis (GRE), Jorge Vazquez (PUR) |
| 2004. augusztus 21. 16:45 | Li Nan, Jao Ming 9                       | Pont      | Galanda 22        | Helliniko Indoor Arena, Athén Nézőszám: 7600 Játékvezetők: Lazaros Voreadis (GRE), Jorge Vazquez (PUR) |
| 2004. augusztus 21. 16:45 | Ji Csien-lien 7                          | Lepattanó | Soragna 5         | Helliniko Indoor Arena, Athén Nézőszám: 7600 Játékvezetők: Lazaros Voreadis (GRE), Jorge Vazquez (PUR) |
| 2004. augusztus 21. 16:45 | Jao Ming 2                               | Gólpassz  | Pozzecco 12       | Helliniko Indoor Arena, Athén Nézőszám: 7600 Játékvezetők: Lazaros Voreadis (GRE), Jorge Vazquez (PUR) |

| 2004. augusztus 23. 9:00 | Spanyolország (ESP)                      | 88–84     | Új-Zéland (NZL) | Helliniko Indoor Arena, Athén Nézőszám: 4252 Játékvezetők: Jose Carrion (PUR), Mike Homsy (CAN) |
| 2004. augusztus 23. 9:00 | (19–11, 29–26, 25–31, 15–16) Jegyzőkönyv |           |                 | Helliniko Indoor Arena, Athén Nézőszám: 4252 Játékvezetők: Jose Carrion (PUR), Mike Homsy (CAN) |
| 2004. augusztus 23. 9:00 | Garbajosa 17                             | Pont      | Jones 23        | Helliniko Indoor Arena, Athén Nézőszám: 4252 Játékvezetők: Jose Carrion (PUR), Mike Homsy (CAN) |
| 2004. augusztus 23. 9:00 | Gasol 10                                 | Lepattanó | Marks 10        | Helliniko Indoor Arena, Athén Nézőszám: 4252 Játékvezetők: Jose Carrion (PUR), Mike Homsy (CAN) |
| 2004. augusztus 23. 9:00 | Calderón 3                               | Gólpassz  | Dickel 5        | Helliniko Indoor Arena, Athén Nézőszám: 4252 Játékvezetők: Jose Carrion (PUR), Mike Homsy (CAN) |

| 2004. augusztus 23. 16:45 | Szerbia és Montenegró (SCG)              | 66–67     | Kína (CHN)  | Helliniko Indoor Arena, Athén Nézőszám: 11 150 Játékvezetők: Christos Christodoulou (GRE), Michael Aylen (AUS) |
| 2004. augusztus 23. 16:45 | (21–16, 13–15, 20–20, 12–16) Jegyzőkönyv |           |             | Helliniko Indoor Arena, Athén Nézőszám: 11 150 Játékvezetők: Christos Christodoulou (GRE), Michael Aylen (AUS) |
| 2004. augusztus 23. 16:45 | Drobnjak 17                              | Pont      | Jao Ming 27 | Helliniko Indoor Arena, Athén Nézőszám: 11 150 Játékvezetők: Christos Christodoulou (GRE), Michael Aylen (AUS) |
| 2004. augusztus 23. 16:45 | Tomašević 11                             | Lepattanó | Jao Ming 13 | Helliniko Indoor Arena, Athén Nézőszám: 11 150 Játékvezetők: Christos Christodoulou (GRE), Michael Aylen (AUS) |
| 2004. augusztus 23. 16:45 | Tomašević 4                              | Gólpassz  | Liu Vej 3   | Helliniko Indoor Arena, Athén Nézőszám: 11 150 Játékvezetők: Christos Christodoulou (GRE), Michael Aylen (AUS) |

| 2004. augusztus 23. 20:00 | Olaszország (ITA)                        | 76–75     | Argentína (ARG)    | Helliniko Indoor Arena, Athén Nézőszám: 12 000 Játékvezetők: Lazaros Voreadis (GRE), Sean Corbin (USA) |
| 2004. augusztus 23. 20:00 | (13–23, 22–13, 18–18, 23–21) Jegyzőkönyv |           |                    | Helliniko Indoor Arena, Athén Nézőszám: 12 000 Játékvezetők: Lazaros Voreadis (GRE), Sean Corbin (USA) |
| 2004. augusztus 23. 20:00 | Pozzecco 17                              | Pont      | Ginóbili, Scola 19 | Helliniko Indoor Arena, Athén Nézőszám: 12 000 Játékvezetők: Lazaros Voreadis (GRE), Sean Corbin (USA) |
| 2004. augusztus 23. 20:00 | Bulleri 6                                | Lepattanó | Wolkowyski 7       | Helliniko Indoor Arena, Athén Nézőszám: 12 000 Játékvezetők: Lazaros Voreadis (GRE), Sean Corbin (USA) |
| 2004. augusztus 23. 20:00 | Bulleri 4                                | Gólpassz  | Ginóbili 3         | Helliniko Indoor Arena, Athén Nézőszám: 12 000 Játékvezetők: Lazaros Voreadis (GRE), Sean Corbin (USA) |

### B csoport
| Csapat                 | M | Gy | V | P+  | P–  | Pk   | P  |
| ---------------------- | - | -- | - | --- | --- | ---- | -- |
| Litvánia (LTU)         | 5 | 5  | 0 | 468 | 414 | +54  | 10 |
| Görögország (GRE)      | 5 | 3  | 2 | 389 | 343 | +46  | 8  |
| Puerto Rico (PUR)      | 5 | 3  | 2 | 410 | 411 | –1   | 8  |
| Egyesült Államok (USA) | 5 | 3  | 2 | 418 | 389 | +29  | 8  |
| Ausztrália (AUS)       | 5 | 1  | 4 | 383 | 411 | –28  | 6  |
| Angola (ANG)           | 5 | 0  | 5 | 321 | 421 | –100 | 5  |

| 2004. augusztus 15. 9:00 | Angola (ANG)                            | 73–78     | Litvánia (LTU)              | Helliniko Indoor Arena, Athén Nézőszám: 400 Játékvezetők: Chantal Julien (FRA), Ma Li Jun (CHN) |
| 2004. augusztus 15. 9:00 | (24–14, 8–14, 23–28, 18–22) Jegyzőkönyv |           |                             | Helliniko Indoor Arena, Athén Nézőszám: 400 Játékvezetők: Chantal Julien (FRA), Ma Li Jun (CHN) |
| 2004. augusztus 15. 9:00 | Lutonda 17                              | Pont      | Lavrinovič, E. Žukauskas 15 | Helliniko Indoor Arena, Athén Nézőszám: 400 Játékvezetők: Chantal Julien (FRA), Ma Li Jun (CHN) |
| 2004. augusztus 15. 9:00 | Lutonda 4                               | Lepattanó | E. Žukauskas 11             | Helliniko Indoor Arena, Athén Nézőszám: 400 Játékvezetők: Chantal Julien (FRA), Ma Li Jun (CHN) |
| 2004. augusztus 15. 9:00 | Lutonda 6                               | Gólpassz  | Jasikevičius 6              | Helliniko Indoor Arena, Athén Nézőszám: 400 Játékvezetők: Chantal Julien (FRA), Ma Li Jun (CHN) |

| 2004. augusztus 15. 20:00 | Puerto Rico (PUR)                       | 92–73     | Egyesült Államok (USA) | Helliniko Indoor Arena, Athén Nézőszám: 11 560 Játékvezetők: Zoran Sutulović (SCG), Vicente Juan Bulto (ESP) |
| 2004. augusztus 15. 20:00 | (21–20, 28–7, 16–21, 27–25) Jegyzőkönyv |           |                        | Helliniko Indoor Arena, Athén Nézőszám: 11 560 Játékvezetők: Zoran Sutulović (SCG), Vicente Juan Bulto (ESP) |
| 2004. augusztus 15. 20:00 | Arroyo 24                               | Pont      | Iverson, Duncan 15     | Helliniko Indoor Arena, Athén Nézőszám: 11 560 Játékvezetők: Zoran Sutulović (SCG), Vicente Juan Bulto (ESP) |
| 2004. augusztus 15. 20:00 | Ortíz 6                                 | Lepattanó | Duncan 16              | Helliniko Indoor Arena, Athén Nézőszám: 11 560 Játékvezetők: Zoran Sutulović (SCG), Vicente Juan Bulto (ESP) |
| 2004. augusztus 15. 20:00 | Ortíz 7                                 | Gólpassz  | Duncan 4               | Helliniko Indoor Arena, Athén Nézőszám: 11 560 Játékvezetők: Zoran Sutulović (SCG), Vicente Juan Bulto (ESP) |

| 2004. augusztus 15. 22:15 | Görögország (GRE)                       | 76–54     | Ausztrália (AUS) | Helliniko Indoor Arena, Athén Nézőszám: 11 500 Játékvezetők: Pablo Estevez (ARG), José Ronfini (MEX) |
| 2004. augusztus 15. 22:15 | (23–18, 12–15, 24–18, 17–3) Jegyzőkönyv |           |                  | Helliniko Indoor Arena, Athén Nézőszám: 11 500 Játékvezetők: Pablo Estevez (ARG), José Ronfini (MEX) |
| 2004. augusztus 15. 22:15 | Papadópulosz 21                         | Pont      | Heal, Maher 12   | Helliniko Indoor Arena, Athén Nézőszám: 11 500 Játékvezetők: Pablo Estevez (ARG), José Ronfini (MEX) |
| 2004. augusztus 15. 22:15 | Papadópulosz 9                          | Lepattanó | Nielsen 6        | Helliniko Indoor Arena, Athén Nézőszám: 11 500 Játékvezetők: Pablo Estevez (ARG), José Ronfini (MEX) |
| 2004. augusztus 15. 22:15 | Papalukász 4                            | Gólpassz  | Andersen, Heal 1 | Helliniko Indoor Arena, Athén Nézőszám: 11 500 Játékvezetők: Pablo Estevez (ARG), José Ronfini (MEX) |

| 2004. augusztus 17. 11:15 | Ausztrália (AUS)                         | 83–59     | Angola (ANG)   | Helliniko Indoor Arena, Athén Nézőszám: 2400 Játékvezetők: Renato Santos (BRA), Vladimir Okhrimenko (RUS) |
| 2004. augusztus 17. 11:15 | (21–13, 24–16, 27–15, 11–15) Jegyzőkönyv |           |                | Helliniko Indoor Arena, Athén Nézőszám: 2400 Játékvezetők: Renato Santos (BRA), Vladimir Okhrimenko (RUS) |
| 2004. augusztus 17. 11:15 | Heal 18                                  | Pont      | Monteiro 18    | Helliniko Indoor Arena, Athén Nézőszám: 2400 Játékvezetők: Renato Santos (BRA), Vladimir Okhrimenko (RUS) |
| 2004. augusztus 17. 11:15 | Bogut 11                                 | Lepattanó | Gomes 9        | Helliniko Indoor Arena, Athén Nézőszám: 2400 Játékvezetők: Renato Santos (BRA), Vladimir Okhrimenko (RUS) |
| 2004. augusztus 17. 11:15 | Smith 3                                  | Gólpassz  | négy játékos 1 | Helliniko Indoor Arena, Athén Nézőszám: 2400 Játékvezetők: Renato Santos (BRA), Vladimir Okhrimenko (RUS) |

| 2004. augusztus 17. 14:30 | Litvánia (LTU)                           | 98–90     | Puerto Rico (PUR) | Helliniko Indoor Arena, Athén Nézőszám: 12 500 Játékvezetők: Pablo Estevez (ARG), Zoran Sutulović (SCG) |
| 2004. augusztus 17. 14:30 | (26–32, 23–12, 22–22, 27–24) Jegyzőkönyv |           |                   | Helliniko Indoor Arena, Athén Nézőszám: 12 500 Játékvezetők: Pablo Estevez (ARG), Zoran Sutulović (SCG) |
| 2004. augusztus 17. 14:30 | Šiškauskas 23                            | Pont      | Arroyo, Ayuso 25  | Helliniko Indoor Arena, Athén Nézőszám: 12 500 Játékvezetők: Pablo Estevez (ARG), Zoran Sutulović (SCG) |
| 2004. augusztus 17. 14:30 | E. Žukauskas 8                           | Lepattanó | Hourruitiner 6    | Helliniko Indoor Arena, Athén Nézőszám: 12 500 Játékvezetők: Pablo Estevez (ARG), Zoran Sutulović (SCG) |
| 2004. augusztus 17. 14:30 | Jasikevičius 7                           | Gólpassz  | Santiago 4        | Helliniko Indoor Arena, Athén Nézőszám: 12 500 Játékvezetők: Pablo Estevez (ARG), Zoran Sutulović (SCG) |

| 2004. augusztus 17. 22:15 | Egyesült Államok (USA)                   | 77–71     | Görögország (GRE) | Helliniko Indoor Arena, Athén Nézőszám: 12 000 Játékvezetők: Reynaldo Mercedes Sanchez (DOM), Vicente Juan Bulto (ESP) |
| 2004. augusztus 17. 22:15 | (18–17, 19–14, 20–22, 20–18) Jegyzőkönyv |           |                   | Helliniko Indoor Arena, Athén Nézőszám: 12 000 Játékvezetők: Reynaldo Mercedes Sanchez (DOM), Vicente Juan Bulto (ESP) |
| 2004. augusztus 17. 22:15 | Iverson 17                               | Pont      | Fócisz 22         | Helliniko Indoor Arena, Athén Nézőszám: 12 000 Játékvezetők: Reynaldo Mercedes Sanchez (DOM), Vicente Juan Bulto (ESP) |
| 2004. augusztus 17. 22:15 | Duncan 9                                 | Lepattanó | Papadópulosz 7    | Helliniko Indoor Arena, Athén Nézőszám: 12 000 Játékvezetők: Reynaldo Mercedes Sanchez (DOM), Vicente Juan Bulto (ESP) |
| 2004. augusztus 17. 22:15 | Marbury 6                                | Gólpassz  | Papalukász 6      | Helliniko Indoor Arena, Athén Nézőszám: 12 000 Játékvezetők: Reynaldo Mercedes Sanchez (DOM), Vicente Juan Bulto (ESP) |

| 2004. augusztus 19. 14:30 | Egyesült Államok (USA)                   | 89–79     | Ausztrália (AUS)  | Helliniko Indoor Arena, Athén Nézőszám: 12 000 Játékvezetők: José Ronfini (MEX), Giampaolo Cicoria (ITA) |
| 2004. augusztus 19. 14:30 | (21–31, 26–20, 18–16, 24–12) Jegyzőkönyv |           |                   | Helliniko Indoor Arena, Athén Nézőszám: 12 000 Játékvezetők: José Ronfini (MEX), Giampaolo Cicoria (ITA) |
| 2004. augusztus 19. 14:30 | Duncan 18                                | Pont      | Heal 17           | Helliniko Indoor Arena, Athén Nézőszám: 12 000 Játékvezetők: José Ronfini (MEX), Giampaolo Cicoria (ITA) |
| 2004. augusztus 19. 14:30 | Duncan 11                                | Lepattanó | Andersen, Bogut 8 | Helliniko Indoor Arena, Athén Nézőszám: 12 000 Játékvezetők: José Ronfini (MEX), Giampaolo Cicoria (ITA) |
| 2004. augusztus 19. 14:30 | James, Marbury 5                         | Gólpassz  | Heal 7            | Helliniko Indoor Arena, Athén Nézőszám: 12 000 Játékvezetők: José Ronfini (MEX), Giampaolo Cicoria (ITA) |

| 2004. augusztus 19. 16:45 | Puerto Rico (PUR)                        | 83–80     | Angola (ANG)   | Helliniko Indoor Arena, Athén Nézőszám: 12 000 Játékvezetők: Reynaldo Sanchez (DOM), Ma Li Jun (CHN) |
| 2004. augusztus 19. 16:45 | (19–17, 18–15, 26–34, 20–14) Jegyzőkönyv |           |                | Helliniko Indoor Arena, Athén Nézőszám: 12 000 Játékvezetők: Reynaldo Sanchez (DOM), Ma Li Jun (CHN) |
| 2004. augusztus 19. 16:45 | Ayuso 17                                 | Pont      | de Carvalho 14 | Helliniko Indoor Arena, Athén Nézőszám: 12 000 Játékvezetők: Reynaldo Sanchez (DOM), Ma Li Jun (CHN) |
| 2004. augusztus 19. 16:45 | Santiago 10                              | Lepattanó | Moussa 6       | Helliniko Indoor Arena, Athén Nézőszám: 12 000 Játékvezetők: Reynaldo Sanchez (DOM), Ma Li Jun (CHN) |
| 2004. augusztus 19. 16:45 | Arroyo 6                                 | Gólpassz  | Costa 7        | Helliniko Indoor Arena, Athén Nézőszám: 12 000 Játékvezetők: Reynaldo Sanchez (DOM), Ma Li Jun (CHN) |

| 2004. augusztus 19. 22:15 | Görögország (GRE)                        | 76–98     | Litvánia (LTU)       | Helliniko Indoor Arena, Athén Nézőszám: 12 000 Játékvezetők: Renato Santos (BRA), Pablo Estevez (ARG) |
| 2004. augusztus 19. 22:15 | (10–28, 15–26, 19–22, 32–22) Jegyzőkönyv |           |                      | Helliniko Indoor Arena, Athén Nézőszám: 12 000 Játékvezetők: Renato Santos (BRA), Pablo Estevez (ARG) |
| 2004. augusztus 19. 22:15 | Zíszisz 18                               | Pont      | Šiškauskas 25        | Helliniko Indoor Arena, Athén Nézőszám: 12 000 Játékvezetők: Renato Santos (BRA), Pablo Estevez (ARG) |
| 2004. augusztus 19. 22:15 | Papanikoláu 7                            | Lepattanó | Javtokas, Songaila 5 | Helliniko Indoor Arena, Athén Nézőszám: 12 000 Játékvezetők: Renato Santos (BRA), Pablo Estevez (ARG) |
| 2004. augusztus 19. 22:15 | Papalukász 3                             | Gólpassz  | Jasikevičius 8       | Helliniko Indoor Arena, Athén Nézőszám: 12 000 Játékvezetők: Renato Santos (BRA), Pablo Estevez (ARG) |

| 2004. augusztus 21. 9:00 | Ausztrália (AUS)                         | 82–87     | Puerto Rico (PUR) | Helliniko Indoor Arena, Athén Nézőszám: 6500 Játékvezetők: Vicente Bulto (ESP), Pablo Estevez (ARG) |
| 2004. augusztus 21. 9:00 | (23–13, 28–28, 17–24, 14–22) Jegyzőkönyv |           |                   | Helliniko Indoor Arena, Athén Nézőszám: 6500 Játékvezetők: Vicente Bulto (ESP), Pablo Estevez (ARG) |
| 2004. augusztus 21. 9:00 | Nielsen 20                               | Pont      | Santiago 20       | Helliniko Indoor Arena, Athén Nézőszám: 6500 Játékvezetők: Vicente Bulto (ESP), Pablo Estevez (ARG) |
| 2004. augusztus 21. 9:00 | Bogut 11                                 | Lepattanó | Ortíz 6           | Helliniko Indoor Arena, Athén Nézőszám: 6500 Játékvezetők: Vicente Bulto (ESP), Pablo Estevez (ARG) |
| 2004. augusztus 21. 9:00 | Heal 6                                   | Gólpassz  | Arroyo 7          | Helliniko Indoor Arena, Athén Nézőszám: 6500 Játékvezetők: Vicente Bulto (ESP), Pablo Estevez (ARG) |

| 2004. augusztus 21. 20:00 | Litvánia (LTU)                           | 94–90     | Egyesült Államok (USA) | Helliniko Indoor Arena, Athén Nézőszám: 12 000 Játékvezetők: Reynaldo Mercedes Sanchez (DOM), Zoran Sutulović (SCG) |
| 2004. augusztus 21. 20:00 | (23–26, 21–23, 23–20, 27–21) Jegyzőkönyv |           |                        | Helliniko Indoor Arena, Athén Nézőszám: 12 000 Játékvezetők: Reynaldo Mercedes Sanchez (DOM), Zoran Sutulović (SCG) |
| 2004. augusztus 21. 20:00 | Jasikevičius 28                          | Pont      | Jefferson 20           | Helliniko Indoor Arena, Athén Nézőszám: 12 000 Játékvezetők: Reynaldo Mercedes Sanchez (DOM), Zoran Sutulović (SCG) |
| 2004. augusztus 21. 20:00 | Štombergas 10                            | Lepattanó | Duncan 12              | Helliniko Indoor Arena, Athén Nézőszám: 12 000 Játékvezetők: Reynaldo Mercedes Sanchez (DOM), Zoran Sutulović (SCG) |
| 2004. augusztus 21. 20:00 | Jasikevičius 4                           | Gólpassz  | Marbury 3              | Helliniko Indoor Arena, Athén Nézőszám: 12 000 Játékvezetők: Reynaldo Mercedes Sanchez (DOM), Zoran Sutulović (SCG) |

| 2004. augusztus 21. 22:15 | Angola (ANG)                             | 56–88     | Görögország (GRE)        | Helliniko Indoor Arena, Athén Nézőszám: 12 000 Játékvezetők: Mike Homsy (CAN), Alejandro Chiti (ARG) |
| 2004. augusztus 21. 22:15 | (15–23, 10–20, 10–24, 21–21) Jegyzőkönyv |           |                          | Helliniko Indoor Arena, Athén Nézőszám: 12 000 Játékvezetők: Mike Homsy (CAN), Alejandro Chiti (ARG) |
| 2004. augusztus 21. 22:15 | Costa 12                                 | Pont      | Dikúdisz 15              | Helliniko Indoor Arena, Athén Nézőszám: 12 000 Játékvezetők: Mike Homsy (CAN), Alejandro Chiti (ARG) |
| 2004. augusztus 21. 22:15 | Costa 5                                  | Lepattanó | Dikúdisz, Papadópulosz 8 | Helliniko Indoor Arena, Athén Nézőszám: 12 000 Játékvezetők: Mike Homsy (CAN), Alejandro Chiti (ARG) |
| 2004. augusztus 21. 22:15 | öt játékos 1                             | Gólpassz  | Diamandídisz 3           | Helliniko Indoor Arena, Athén Nézőszám: 12 000 Játékvezetők: Mike Homsy (CAN), Alejandro Chiti (ARG) |

| 2004. augusztus 23. 11:15 | Litvánia (LTU)                          | 100–85    | Ausztrália (AUS)  | Helliniko Indoor Arena, Athén Nézőszám: 7650 Játékvezetők: Vicente Bulto (ESP), Alejandro Chiti (ARG) |
| 2004. augusztus 23. 11:15 | (20–19, 32–9, 23–38, 25–19) Jegyzőkönyv |           |                   | Helliniko Indoor Arena, Athén Nézőszám: 7650 Játékvezetők: Vicente Bulto (ESP), Alejandro Chiti (ARG) |
| 2004. augusztus 23. 11:15 | Javtokas 23                             | Pont      | Bogut, Saville 21 | Helliniko Indoor Arena, Athén Nézőszám: 7650 Játékvezetők: Vicente Bulto (ESP), Alejandro Chiti (ARG) |
| 2004. augusztus 23. 11:15 | Javtokas 9                              | Lepattanó | Bogut 9           | Helliniko Indoor Arena, Athén Nézőszám: 7650 Játékvezetők: Vicente Bulto (ESP), Alejandro Chiti (ARG) |
| 2004. augusztus 23. 11:15 | Jasikevičius 4                          | Gólpassz  | Heal 3            | Helliniko Indoor Arena, Athén Nézőszám: 7650 Játékvezetők: Vicente Bulto (ESP), Alejandro Chiti (ARG) |

| 2004. augusztus 23. 14:30 | Egyesült Államok (USA)                   | 89–53     | Angola (ANG)       | Helliniko Indoor Arena, Athén Nézőszám: 12 000 Játékvezetők: Pablo Estevez (ARG), Philippe Leemann (SUI) |
| 2004. augusztus 23. 14:30 | (21–14, 23–12, 29–13, 14–14) Jegyzőkönyv |           |                    | Helliniko Indoor Arena, Athén Nézőszám: 12 000 Játékvezetők: Pablo Estevez (ARG), Philippe Leemann (SUI) |
| 2004. augusztus 23. 14:30 | Duncan 15                                | Pont      | Monteiro 20        | Helliniko Indoor Arena, Athén Nézőszám: 12 000 Játékvezetők: Pablo Estevez (ARG), Philippe Leemann (SUI) |
| 2004. augusztus 23. 14:30 | Boozer 9                                 | Lepattanó | Gomes 6            | Helliniko Indoor Arena, Athén Nézőszám: 12 000 Játékvezetők: Pablo Estevez (ARG), Philippe Leemann (SUI) |
| 2004. augusztus 23. 14:30 | James 5                                  | Gólpassz  | Monteiro, Moussa 2 | Helliniko Indoor Arena, Athén Nézőszám: 12 000 Játékvezetők: Pablo Estevez (ARG), Philippe Leemann (SUI) |

| 2004. augusztus 23. 22:15 | Görögország (GRE)                       | 78–58     | Puerto Rico (PUR) | Helliniko Indoor Arena, Athén Nézőszám: 12 000 Játékvezetők: Jose Jeremias Reyes Ronfini (MEX), Scott Butler (AUS) |
| 2004. augusztus 23. 22:15 | (20–22, 20–6, 16–18, 22–12) Jegyzőkönyv |           |                   | Helliniko Indoor Arena, Athén Nézőszám: 12 000 Játékvezetők: Jose Jeremias Reyes Ronfini (MEX), Scott Butler (AUS) |
| 2004. augusztus 23. 22:15 | Kakiúzisz 16                            | Pont      | Ayuso 11          | Helliniko Indoor Arena, Athén Nézőszám: 12 000 Játékvezetők: Jose Jeremias Reyes Ronfini (MEX), Scott Butler (AUS) |
| 2004. augusztus 23. 22:15 | Dikúdisz 8                              | Lepattanó | Fajardo 9         | Helliniko Indoor Arena, Athén Nézőszám: 12 000 Játékvezetők: Jose Jeremias Reyes Ronfini (MEX), Scott Butler (AUS) |
| 2004. augusztus 23. 22:15 | Papalukász 4                            | Gólpassz  | Arroyo 4          | Helliniko Indoor Arena, Athén Nézőszám: 12 000 Játékvezetők: Jose Jeremias Reyes Ronfini (MEX), Scott Butler (AUS) |

## Egyenes kieséses szakasz
|  |               |                        |                   |                   |     |                        |                        |                        |                        |               |               |       |       |
|  | Negyeddöntők  | Negyeddöntők           | Negyeddöntők      |                   |     | Elődöntők              | Elődöntők              | Elődöntők              |                        |               | Döntő         | Döntő | Döntő |
|  | Negyeddöntők  | Negyeddöntők           | Negyeddöntők      |                   |     | Elődöntők              | Elődöntők              | Elődöntők              |                        |               | Döntő         | Döntő | Döntő |
|  | augusztus 26. |                        |                   |                   |     |                        |                        |                        |                        |               |               |       |       |
|  |               |                        |                   |                   |     |                        |                        |                        |                        |               |               |       |       |
|  | A1            | Spanyolország (ESP)    | 94                |                   |     |                        |                        |                        |                        |               |               |       |       |
|  | A1            | Spanyolország (ESP)    | 94                | augusztus 27.     |     |                        |                        |                        |                        |               |               |       |       |
|  | B4            | Egyesült Államok (USA) | 102               |                   |     |                        |                        |                        |                        |               |               |       |       |
|  | B4            | Egyesült Államok (USA) | 102               |                   |     | Egyesült Államok (USA) | Egyesült Államok (USA) | 81                     |                        |               |               |       |       |
|  | augusztus 26. |                        |                   |                   |     | Egyesült Államok (USA) | Egyesült Államok (USA) | 81                     |                        |               |               |       |       |
|  |               |                        | Argentína (ARG)   | Argentína (ARG)   | 89  |                        |                        |                        |                        |               |               |       |       |
|  | B2            | Görögország (GRE)      | Argentína (ARG)   | Argentína (ARG)   | 89  | 64                     |                        |                        |                        |               |               |       |       |
|  | B2            | Görögország (GRE)      |                   |                   |     | 64                     | augusztus 28.          |                        |                        |               |               |       |       |
|  | A3            | Argentína (ARG)        | 69                |                   |     |                        |                        |                        |                        |               |               |       |       |
|  | A3            | Argentína (ARG)        | 69                |                   |     | Argentína (ARG)        | Argentína (ARG)        | 84                     |                        |               |               |       |       |
|  | augusztus 26. |                        |                   |                   |     | Argentína (ARG)        | Argentína (ARG)        | 84                     |                        |               |               |       |       |
|  |               |                        | Olaszország (ITA) | Olaszország (ITA) | 69  |                        |                        |                        |                        |               |               |       |       |
|  | B1            | Litvánia (LTU)         | Olaszország (ITA) | Olaszország (ITA) | 69  | 95                     |                        |                        |                        |               |               |       |       |
|  | B1            | Litvánia (LTU)         | augusztus 27.     |                   |     | 95                     |                        |                        |                        |               |               |       |       |
|  | A4            | Kína (CHN)             | 75                |                   |     |                        |                        |                        |                        |               |               |       |       |
|  | A4            | Kína (CHN)             | 75                |                   |     | Litvánia (LTU)         | Litvánia (LTU)         | 91                     | Bronzmérkőzés          | Bronzmérkőzés | Bronzmérkőzés |       |       |
|  | augusztus 26. |                        |                   |                   |     | Litvánia (LTU)         | Litvánia (LTU)         | 91                     | Bronzmérkőzés          | Bronzmérkőzés | Bronzmérkőzés |       |       |
|  |               |                        | Olaszország (ITA) | Olaszország (ITA) | 100 |                        |                        | augusztus 28.          | augusztus 28.          | augusztus 28. |               |       |       |
|  | A2            | Olaszország (ITA)      | Olaszország (ITA) | Olaszország (ITA) | 100 | 83                     |                        | augusztus 28.          | augusztus 28.          | augusztus 28. |               |       |       |
|  | A2            | Olaszország (ITA)      |                   |                   |     |                        |                        | Egyesült Államok (USA) | Egyesült Államok (USA) | 104           |               |       |       |
|  | B3            | Puerto Rico (PUR)      | 70                |                   |     |                        |                        | Egyesült Államok (USA) | Egyesült Államok (USA) | 104           |               |       |       |
|  | B3            | Puerto Rico (PUR)      | 70                |                   |     | Litvánia (LTU)         | Litvánia (LTU)         | 96                     |                        |               |               |       |       |
|  |               |                        |                   |                   |     | Litvánia (LTU)         | Litvánia (LTU)         | 96                     |                        |               |               |       |       |

### Negyeddöntők
| 2004. augusztus 26. 14:30 | Spanyolország (ESP)                      | 94–102    | Egyesült Államok (USA) | Olympic Indoor Hall, Athén Nézőszám: 14 500 Játékvezetők: Jose Jeremias Reyes Ronfini (MEX), Michael Aylen (AUS) |
| 2004. augusztus 26. 14:30 | (25–25, 18–19, 24–30, 27–28) Jegyzőkönyv |           |                        | Olympic Indoor Hall, Athén Nézőszám: 14 500 Játékvezetők: Jose Jeremias Reyes Ronfini (MEX), Michael Aylen (AUS) |
| 2004. augusztus 26. 14:30 | Gasol 29                                 | Pont      | Marbury 31             | Olympic Indoor Hall, Athén Nézőszám: 14 500 Játékvezetők: Jose Jeremias Reyes Ronfini (MEX), Michael Aylen (AUS) |
| 2004. augusztus 26. 14:30 | Calderón 7                               | Lepattanó | Odom, Marion 6         | Olympic Indoor Hall, Athén Nézőszám: 14 500 Játékvezetők: Jose Jeremias Reyes Ronfini (MEX), Michael Aylen (AUS) |
| 2004. augusztus 26. 14:30 | Gasol, Jiménez, Fernández 1              | Gólpassz  | Iverson, Marbury 4     | Olympic Indoor Hall, Athén Nézőszám: 14 500 Játékvezetők: Jose Jeremias Reyes Ronfini (MEX), Michael Aylen (AUS) |

| 2004. augusztus 26. 16:45 | Litvánia (LTU)                           | 95–75     | Kína (CHN)  | Olympic Indoor Hall, Athén Nézőszám: 14 500 Játékvezetők: Mike Homsy (CAN), Christos Christodoulou (GRE) |
| 2004. augusztus 26. 16:45 | (25–19, 28–18, 21–20, 21–18) Jegyzőkönyv |           |             | Olympic Indoor Hall, Athén Nézőszám: 14 500 Játékvezetők: Mike Homsy (CAN), Christos Christodoulou (GRE) |
| 2004. augusztus 26. 16:45 | Macijauskas 32                           | Pont      | Jao Ming 29 | Olympic Indoor Hall, Athén Nézőszám: 14 500 Játékvezetők: Mike Homsy (CAN), Christos Christodoulou (GRE) |
| 2004. augusztus 26. 16:45 | M. Žukauskas 8                           | Lepattanó | Jao Ming 11 | Olympic Indoor Hall, Athén Nézőszám: 14 500 Játékvezetők: Mike Homsy (CAN), Christos Christodoulou (GRE) |
| 2004. augusztus 26. 16:45 | Šiškauskas 4                             | Gólpassz  | Liu Vej 4   | Olympic Indoor Hall, Athén Nézőszám: 14 500 Játékvezetők: Mike Homsy (CAN), Christos Christodoulou (GRE) |

| 2004. augusztus 26. 20:00 | Olaszország (ITA)                        | 83–70     | Puerto Rico (PUR) | Olympic Indoor Hall, Athén Nézőszám: 14 500 Játékvezetők: Vicente Juan Bulto (ESP), Alejandro Chiti (ARG) |
| 2004. augusztus 26. 20:00 | (23–20, 18–15, 19–17, 23–18) Jegyzőkönyv |           |                   | Olympic Indoor Hall, Athén Nézőszám: 14 500 Játékvezetők: Vicente Juan Bulto (ESP), Alejandro Chiti (ARG) |
| 2004. augusztus 26. 20:00 | Bulleri 20                               | Pont      | Ayuso 24          | Olympic Indoor Hall, Athén Nézőszám: 14 500 Játékvezetők: Vicente Juan Bulto (ESP), Alejandro Chiti (ARG) |
| 2004. augusztus 26. 20:00 | Marconato 12                             | Lepattanó | Ortíz 8           | Olympic Indoor Hall, Athén Nézőszám: 14 500 Játékvezetők: Vicente Juan Bulto (ESP), Alejandro Chiti (ARG) |
| 2004. augusztus 26. 20:00 | Pozzecco 6                               | Gólpassz  | Arroyo 4          | Olympic Indoor Hall, Athén Nézőszám: 14 500 Játékvezetők: Vicente Juan Bulto (ESP), Alejandro Chiti (ARG) |

| 2004. augusztus 26. 22:15 | Görögország (GRE)                       | 64–69     | Argentína (ARG)        | Olympic Indoor Hall, Athén Nézőszám: 14 500 Játékvezetők: Renato Santos (BRA), Giampaolo Cicoria (ITA) |
| 2004. augusztus 26. 22:15 | (14–22, 21–7, 18–24, 11–16) Jegyzőkönyv |           |                        | Olympic Indoor Hall, Athén Nézőszám: 14 500 Játékvezetők: Renato Santos (BRA), Giampaolo Cicoria (ITA) |
| 2004. augusztus 26. 22:15 | Hadzivrétasz 12                         | Pont      | Ginóbili, Oberto 13    | Olympic Indoor Hall, Athén Nézőszám: 14 500 Játékvezetők: Renato Santos (BRA), Giampaolo Cicoria (ITA) |
| 2004. augusztus 26. 22:15 | Papadópulosz, Dikúdisz 9                | Lepattanó | Herrmann 6             | Olympic Indoor Hall, Athén Nézőszám: 14 500 Játékvezetők: Renato Santos (BRA), Giampaolo Cicoria (ITA) |
| 2004. augusztus 26. 22:15 | Diamandídisz 3                          | Gólpassz  | Ginóbili, Montecchia 2 | Olympic Indoor Hall, Athén Nézőszám: 14 500 Játékvezetők: Renato Santos (BRA), Giampaolo Cicoria (ITA) |

### A 11. helyért
| 2004. augusztus 24. 14:30 | Szerbia és Montenegró (SCG)              | 85–62     | Angola (ANG)        | Helliniko Indoor Arena, Athén Nézőszám: 3625 Játékvezetők: Vicente Juan Bulto (ESP), Alejandro Chiti (ARG) |
| 2004. augusztus 24. 14:30 | (18–10, 16–15, 27–19, 24–18) Jegyzőkönyv |           |                     | Helliniko Indoor Arena, Athén Nézőszám: 3625 Játékvezetők: Vicente Juan Bulto (ESP), Alejandro Chiti (ARG) |
| 2004. augusztus 24. 14:30 | Šćepanović 18                            | Pont      | Monteiro 26         | Helliniko Indoor Arena, Athén Nézőszám: 3625 Játékvezetők: Vicente Juan Bulto (ESP), Alejandro Chiti (ARG) |
| 2004. augusztus 24. 14:30 | Krstić 12                                | Lepattanó | Moussa 7            | Helliniko Indoor Arena, Athén Nézőszám: 3625 Játékvezetők: Vicente Juan Bulto (ESP), Alejandro Chiti (ARG) |
| 2004. augusztus 24. 14:30 | Šćepanović 4                             | Gólpassz  | Monteiro, Almeida 2 | Helliniko Indoor Arena, Athén Nézőszám: 3625 Játékvezetők: Vicente Juan Bulto (ESP), Alejandro Chiti (ARG) |

### A 9. helyért
| 2004. augusztus 24. 16:45 | Új-Zéland (NZL)                          | 80–98     | Ausztrália (AUS)       | Helliniko Indoor Arena, Athén Nézőszám: 4250 Játékvezetők: Zoran Sutulovic (SCG), Vlagyimir Ohrimenko (RUS) |
| 2004. augusztus 24. 16:45 | (15–28, 19–20, 18–26, 38–24) Jegyzőkönyv |           |                        | Helliniko Indoor Arena, Athén Nézőszám: 4250 Játékvezetők: Zoran Sutulovic (SCG), Vlagyimir Ohrimenko (RUS) |
| 2004. augusztus 24. 16:45 | Jones 26                                 | Pont      | Heal 30                | Helliniko Indoor Arena, Athén Nézőszám: 4250 Játékvezetők: Zoran Sutulovic (SCG), Vlagyimir Ohrimenko (RUS) |
| 2004. augusztus 24. 16:45 | Marks 6                                  | Lepattanó | Bogut 10               | Helliniko Indoor Arena, Athén Nézőszám: 4250 Játékvezetők: Zoran Sutulovic (SCG), Vlagyimir Ohrimenko (RUS) |
| 2004. augusztus 24. 16:45 | Jones 4                                  | Gólpassz  | Bogut, Heal, Saville 3 | Helliniko Indoor Arena, Athén Nézőszám: 4250 Játékvezetők: Zoran Sutulovic (SCG), Vlagyimir Ohrimenko (RUS) |

### A 7. helyért
| 2004. augusztus 15. 14:35 | Kína (CHN)                               | 58–83     | Spanyolország (ESP) | Helliniko Indoor Arena, Athén Nézőszám: 9500 Játékvezetők: Lazaros Voreadis (GRE), Jorge Vazquez (PUR) |
| 2004. augusztus 15. 14:35 | (18–18, 12–24, 13–19, 15–22) Jegyzőkönyv |           |                     | Helliniko Indoor Arena, Athén Nézőszám: 9500 Játékvezetők: Lazaros Voreadis (GRE), Jorge Vazquez (PUR) |
| 2004. augusztus 15. 14:35 | Li Nan 14                                | Pont      | Gasol 21            | Helliniko Indoor Arena, Athén Nézőszám: 9500 Játékvezetők: Lazaros Voreadis (GRE), Jorge Vazquez (PUR) |
| 2004. augusztus 15. 14:35 | Jao Ming 8                               | Lepattanó | Gasol 10            | Helliniko Indoor Arena, Athén Nézőszám: 9500 Játékvezetők: Lazaros Voreadis (GRE), Jorge Vazquez (PUR) |
| 2004. augusztus 15. 14:35 | Liu Vej 2                                | Gólpassz  | Gasol, Calderón 2   | Helliniko Indoor Arena, Athén Nézőszám: 9500 Játékvezetők: Lazaros Voreadis (GRE), Jorge Vazquez (PUR) |

### Az 5. helyért
| 2004. augusztus 28. 11:15 | Puerto Rico (PUR)                        | 75–85     | Görögország (GRE)                     | Olympic Indoor Hall, Athén Nézőszám: 14 500 Játékvezetők: Mike Homsy (CAN), Michael Aylen (AUS) |
| 2004. augusztus 28. 11:15 | (15–25, 21–19, 20–22, 19–19) Jegyzőkönyv |           |                                       | Olympic Indoor Hall, Athén Nézőszám: 14 500 Játékvezetők: Mike Homsy (CAN), Michael Aylen (AUS) |
| 2004. augusztus 28. 11:15 | Ayuso 14                                 | Pont      | Kakiúzisz 20                          | Olympic Indoor Hall, Athén Nézőszám: 14 500 Játékvezetők: Mike Homsy (CAN), Michael Aylen (AUS) |
| 2004. augusztus 28. 11:15 | Santiago 9                               | Lepattanó | Diamandídisz 8                        | Olympic Indoor Hall, Athén Nézőszám: 14 500 Játékvezetők: Mike Homsy (CAN), Michael Aylen (AUS) |
| 2004. augusztus 28. 11:15 | Arroyo 4                                 | Gólpassz  | Szpanúlisz, Diamandídisz, Kakiúzisz 3 | Olympic Indoor Hall, Athén Nézőszám: 14 500 Játékvezetők: Mike Homsy (CAN), Michael Aylen (AUS) |

### Elődöntők
| 2004. augusztus 27. 20:00 | Olaszország (ITA)                        | 100–91    | Litvánia (LTU) | Olympic Indoor Hall, Athén Nézőszám: 14 500 Játékvezetők: Reynaldo Mercedes Sanchez (DOM), Jose Carrion (PUR) |
| 2004. augusztus 27. 20:00 | (20–26, 29–17, 24–20, 27–28) Jegyzőkönyv |           |                | Olympic Indoor Hall, Athén Nézőszám: 14 500 Játékvezetők: Reynaldo Mercedes Sanchez (DOM), Jose Carrion (PUR) |
| 2004. augusztus 27. 20:00 | Basile 31                                | Pont      | Macijauskas 26 | Olympic Indoor Hall, Athén Nézőszám: 14 500 Játékvezetők: Reynaldo Mercedes Sanchez (DOM), Jose Carrion (PUR) |
| 2004. augusztus 27. 20:00 | Marconato 9                              | Lepattanó | Šiškauskas 7   | Olympic Indoor Hall, Athén Nézőszám: 14 500 Játékvezetők: Reynaldo Mercedes Sanchez (DOM), Jose Carrion (PUR) |
| 2004. augusztus 27. 20:00 | Marconato, Pozzecco 3                    | Gólpassz  | Jasikevičius 9 | Olympic Indoor Hall, Athén Nézőszám: 14 500 Játékvezetők: Reynaldo Mercedes Sanchez (DOM), Jose Carrion (PUR) |

| 2004. augusztus 27. 22:15 | Argentína (ARG)                          | 89–81     | Egyesült Államok (USA) | Olympic Indoor Hall, Athén Nézőszám: 14 500 Játékvezetők: Vicente Juan Bulto (ESP), Zoran Sutulović (SCG) |
| 2004. augusztus 27. 22:15 | (24–20, 19–18, 27–19, 19–24) Jegyzőkönyv |           |                        | Olympic Indoor Hall, Athén Nézőszám: 14 500 Játékvezetők: Vicente Juan Bulto (ESP), Zoran Sutulović (SCG) |
| 2004. augusztus 27. 22:15 | Ginóbili 29                              | Pont      | Marbury 18             | Olympic Indoor Hall, Athén Nézőszám: 14 500 Játékvezetők: Vicente Juan Bulto (ESP), Zoran Sutulović (SCG) |
| 2004. augusztus 27. 22:15 | Oberto 6                                 | Lepattanó | Boozer 9               | Olympic Indoor Hall, Athén Nézőszám: 14 500 Játékvezetők: Vicente Juan Bulto (ESP), Zoran Sutulović (SCG) |
| 2004. augusztus 27. 22:15 | Sánchez 7                                | Gólpassz  | Iverson, Odom 2        | Olympic Indoor Hall, Athén Nézőszám: 14 500 Játékvezetők: Vicente Juan Bulto (ESP), Zoran Sutulović (SCG) |

### Bronzmérkőzés
| 2004. augusztus 28. 20:00 | Litvánia (LTU)                           | 96–104    | Egyesült Államok (USA) | Olympic Indoor Hall, Athén Nézőszám: 14 500 Játékvezetők: Pablo Estevez (ARG), Giampaolo Cicoria (ITA) |
| 2004. augusztus 28. 20:00 | (24–24, 20–25, 27–25, 25–30) Jegyzőkönyv |           |                        | Olympic Indoor Hall, Athén Nézőszám: 14 500 Játékvezetők: Pablo Estevez (ARG), Giampaolo Cicoria (ITA) |
| 2004. augusztus 28. 20:00 | Macijauskas 24                           | Pont      | Marion 22              | Olympic Indoor Hall, Athén Nézőszám: 14 500 Játékvezetők: Pablo Estevez (ARG), Giampaolo Cicoria (ITA) |
| 2004. augusztus 28. 20:00 | Javtokas 6                               | Lepattanó | Duncan, Boozer 8       | Olympic Indoor Hall, Athén Nézőszám: 14 500 Játékvezetők: Pablo Estevez (ARG), Giampaolo Cicoria (ITA) |
| 2004. augusztus 28. 20:00 | Jasikevičius 4                           | Gólpassz  | Wade 6                 | Olympic Indoor Hall, Athén Nézőszám: 14 500 Játékvezetők: Pablo Estevez (ARG), Giampaolo Cicoria (ITA) |

### Döntő
| 2004. augusztus 28. 22:30 | Olaszország (ITA)                        | 69–84     | Argentína (ARG) | Olympic Indoor Hall, Athén Nézőszám: 14 500 Játékvezetők: Renato Santos (BRA), Lazaros Voreadis (GRE) |
| 2004. augusztus 28. 22:30 | (16–23, 25–20, 13–17, 15–24) Jegyzőkönyv |           |                 | Olympic Indoor Hall, Athén Nézőszám: 14 500 Játékvezetők: Renato Santos (BRA), Lazaros Voreadis (GRE) |
| 2004. augusztus 28. 22:30 | Soragna, Pozzecco 12                     | Pont      | Scola 25        | Olympic Indoor Hall, Athén Nézőszám: 14 500 Játékvezetők: Renato Santos (BRA), Lazaros Voreadis (GRE) |
| 2004. augusztus 28. 22:30 | Garri 6                                  | Lepattanó | Scola 11        | Olympic Indoor Hall, Athén Nézőszám: 14 500 Játékvezetők: Renato Santos (BRA), Lazaros Voreadis (GRE) |
| 2004. augusztus 28. 22:30 | Rombaldoni 2                             | Gólpassz  | Ginóbili 6      | Olympic Indoor Hall, Athén Nézőszám: 14 500 Játékvezetők: Renato Santos (BRA), Lazaros Voreadis (GRE) |

| A 2004. évi nyári olimpiai játékok férfi kosárlabdatornájának olimpiai bajnoka |
| · ARGENTÍNA · 1. cím                                                           |
| ------------------------------------------------------------------------------ |

## Végeredmény
| Helyezés | Csapat                      | M | Gy | V | P+  | P–  | Pk   | P  |  |
| -------- | --------------------------- | - | -- | - | --- | --- | ---- | -- |  |
| Arany    | Argentína (ARG)             | 8 | 6  | 2 | 656 | 610 | +46  | 14 |  |
| Ezüst    | Olaszország (ITA)           | 8 | 5  | 3 | 623 | 586 | +37  | 13 |  |
| Bronz    | Egyesült Államok (USA)      | 8 | 5  | 3 | 705 | 668 | +37  | 13 |  |
| 4.       | Litvánia (LTU)              | 8 | 6  | 2 | 750 | 693 | +57  | 14 |  |
|          |                             |   |    |   |     |     |      |    |  |
| 5.       | Görögország (GRE)           | 7 | 4  | 3 | 538 | 487 | +51  | 11 |  |
| 6.       | Puerto Rico (PUR)           | 7 | 3  | 4 | 555 | 479 | +76  | 10 |  |
| 7.       | Spanyolország (ESP)         | 7 | 6  | 1 | 591 | 527 | +64  | 13 |  |
| 8.       | Kína (CHN)                  | 7 | 2  | 5 | 454 | 569 | –115 | 9  |  |
|          |                             |   |    |   |     |     |      |    |  |
| 9.       | Ausztrália (AUS)            | 6 | 2  | 4 | 481 | 491 | –10  | 8  |  |
| 10.      | Új-Zéland (NZL)             | 6 | 1  | 5 | 479 | 511 | –32  | 7  |  |
| 11.      | Szerbia és Montenegró (SCG) | 6 | 2  | 4 | 462 | 450 | +12  | 8  |  |
| 12.      | Angola (ANG)                | 6 | 0  | 6 | 383 | 506 | –123 | 6  |  |